# Abdel Aziz El Mubarak
Abdel Aziz El Mubarak (arabisch عبد العزيز المبارك, DMG ʿAbd al-ʿAzīz al-Mubārak; * 1951 in Wad Madani; † vor oder am 9. Februar 2020 in Kairo) war ein sudanesischer Sänger und Oud-Spieler.
Wad Madani gilt im Sudan als „Stadt der Künste“, und Abdel Aziz El Mubarak hatte eine musikalische Familie: sein Bruder Ahmed und dessen Sohn Osama sind bekannte Geiger, ein weiterer Bruder ist Flötist.
Er wurde in den frühen 1970er Jahren am Institut für Musik und Drama in Khartum ausgebildet. Seine ersten Auftritte im Radio und Fernsehen machte er 1975 und wurde dadurch im Sudan bekannt. Er war der erste Sudanese, der 1988 am WOMAD-Festival teilnahm.
Abdel Aziz El Mubarak sang hauptsächlich Liebeslieder; dabei wurde er begleitet von einem zehnköpfigen Orchester mit folgenden Instrumenten: Bassgitarre, Tabla, Saxophon, vier Geigen, Gitarre, Bongo und Akkordeon. Er trat auch solo als Oud-Spieler auf. Neben Abdel Gadir Salim war er einer der bekanntesten Musiker des Sudans.

## Diskografie
- Straight from the heart, 1985
- Abdel Aziz El Mubarak (Globe Style Records), 1987
- Sounds of Sudan